# 小林彩
小林 彩（こばやし あや、1987年9月22日 - ）は、埼玉県出身の元バスケットボール選手である。ポジションはC/F。

## 来歴
ミニバスケから野田中学校、明星学園高をへて拓殖大学へ進学。3年次にはインカレ優勝し、4年次には主将を務め、インカレ優秀選手賞を獲得。
卒業後、三菱電機に入社。1年目はレギュラーシーズンこそスタメン5試合にとどまったが、入れ替え戦3試合すべてスタメン出場してWリーグ復帰に貢献。2012年引退。引退後は母校拓殖大女子バスケットボール部のアシスタントコーチ。

## 経歴
- 明星学園高 - 拓大 - 三菱電機（2010年〜2012年）